# Babacar Guèye
Babacar Guèye (31 grudnia 1994 w Dakarze) – senegalski piłkarz występujący na pozycji napastnika.